# Seututie 172
Pour les articles homonymes, voir Route 172.
La route régionale 172 (finnois : Seututie 172) est une route régionale allant de Artjärvi à Orimattila jusqu'au centre d'Orimattila en Finlande,,.

## Présentation
La seututie 172 est une route régionale de Päijät-Häme.

## Parcours
- Artjärvi
- Orimattila